# Stanislav Koller
Stanislav Koller (* 19. ledna 1959) je bývalý český fotbalista, záložník.

## Fotbalová kariéra
V československé lize hrál za Slavii Praha a TJ Sklo Union Teplice, nastoupil ve 33 utkáních a dal 4 góly.

## Ligová bilance
| Ročník         | Zápasy | Góly | Klub                  |
| -------------- | ------ | ---- | --------------------- |
| 1980/81        | 3      | 0    | Slavia Praha          |
| 1981/82        | 1      | 1    | Slavia Praha          |
| 1. ČNL 1981/82 | 12     | 1    | TJ Sklo Union Teplice |
| 1. ČNL 1982/83 | 29     | 5    | TJ Sklo Union Teplice |
| 1983/84        | 29     | 3    | TJ Sklo Union Teplice |
| 1. ČNL 1986/87 | 9      | 0    | TJ Sklo Union Teplice |
| CELKEM         | 73     | 10   |                       |